# Akarnan
Akarnan (Oudgrieks: Ἀκαρνάν / Akarnán) was een Griekse heros en de zoon van Alkmaion en Kallirrhoë, de dochter van Acheloös.
Zijn broeder was Amphoteros. Toen hun vader door de zonen van Phegeus, de koning van Psophis was vermoord, smeekte hun moeder Zeus, dat haar zonen spoedig tot mannen mochten opgroeien om hun vader te wreken. Haar gebed werd verhoord en de jongelingen versloegen Phegeus, zijn gemalin en zijn zonen. Zij moesten uit Arkadië vluchten en brachten de halsketting en het kleed van Harmonia, die Alkmaion aan zijn eerste gemalin, de dochter van Phegeus, had geschonken en welke zij nu hadden buit gemaakt, op last van hun grootvader Acheloös als wijgeschenken naar Delphoi. Van daar trokken zij naar Epeiros. Een deel van dat land kreeg naar de oudste van de beide broeders de naam van Akarnanië.
Akarnan wordt door Apollodorus in het epitoom 7.26 ook genoemd als vrijer van Penelope.

## Antieke bronnen
- Apollodorus, III 7.5-7.
- Ovidius, Metamorphoses IX 413, &c.
- Pausanias, VIII 24.9.
- Thucydides, II 102.
- Strabo, Geographika X 2.6.